# うみねこのなく頃に episode2 - Turn of the golden witch
『うみねこのなく頃に episode2 - Turn of the golden witch』（黄金の魔女の手番）は、同人サークルである07th Expansionが製作している同人ゲーム『うみねこのなく頃に』の、シリーズ第二作である。
2007年12月31日のコミックマーケット73において発表され、販売開始された。タイトルは『うみねこのなく頃に』と、「な」を赤文字で表記する。

## 概要
序盤は紗音・嘉音・楼座らの視点で、ストーリーが進行する。中盤からはシリーズ主人公である戦人の視点で、エピソード1とは異なるストーリーが進行していく。魔女により恋心を刺激された「紗音・嘉音の変化」が本作品のテーマとなっており、譲治と紗音の沖縄旅行や朱志香の文化祭に行く嘉音など、見所も多い。その他、楼座にもスポットが当てられており、兄姉たちとの過去が明かされている。
エピソード2からは、メタフィクションとしての構造が作品に組み込まれている。六軒島での連続殺人事件を描いたストーリーと平行として、主人公の右代宮戦人と魔女ベアトリーチェが『うみねこのなく頃に episode2 - Turn of the golden witch』を観劇し、事件の真相について互いに推理しあうストーリーが断片的に挿入されるようになる。
また、六軒島での連続殺人事件を描いたストーリーにおいても、魔女が現実世界に現れ、登場人物たちと会話をしたりするなど、ファンタジー要素が強まった新たな展開が見られる。

## システム
赤文字システム
エピソード2からの新システムとしてベアトリーチェが真実を話す時には、会話が「赤文字」で表示されるようになった。赤文字で書かれた内容は一切の証明の必要なく真実であると保障される。なお、上位世界で『うみねこのなく頃に』の物語を観劇している者たちはユーザーと同じ立場で赤文字を知覚することができる。元々は上位世界での推理合戦において「"誰も見つけていない隠し扉"や"隠れている未知の第三者"がそこに存在していないとは限らない」という趣旨で戦人が推理を長引かせるのを避けるために用意されたギミックである（魔女が赤文字で「ここには隠し扉はない」と発言すれば隠し扉は絶対に存在しない）。

## ストーリー
右代宮家の使用人の紗音と嘉音は自らを家具と卑下し、人間と恋をしないようにしていた。しかし、黄金の魔女ベアトリーチェからもらった黄金の蝶のブローチの力により紗音は譲治、嘉音は朱志香との関係を少しずつ深めていった。
そして、1986年の六軒島では、魔女ベアトリーチェが右代宮家を訪れ、謎の殺人事件が次々と発生する。その裏ではニンゲンが犯人であると主張する右代宮戦人と、魔女が犯人であると主張するベアトリーチェによる、推理対決が行われていた。

## 殺人事件
本作の殺人事件は人間には到底行えない殺人が多々ある。それを魔女の仕業なのか人間の仕業なのかを見極めるのが、本作の大きな分岐点となる。
また、死体の多くは碑文に見立てられて殺されており、殺人が行われた場所には魔法陣や魔女からの手紙が残されている。これらの小道具の存在が「魔女ベアトリーチェが魔法によって殺人を犯した」という印象を登場人物たちに与えている。
（被害者の欄の横に書かれたカッコ内は見立ての内容を示す）。
第1の事件 「開かずの礼拝堂」
被害者 … 蔵臼・夏妃・絵羽・秀吉・留弗夫・霧江 （第一の晩・六人の生贄）
金蔵により立入厳禁とされた「開かずの礼拝堂」で、楼座を除く親族夫妻6名がテーブルについた状態で殺害されているのが発見された。6名は死後、テーブルに座らされ腹部を縦に損壊された上、その中に菓子を詰められるという快楽殺人であった。テーブル上には、金塊三本と魔女からの手紙が置かれていた。
一本しかない礼拝堂の鍵が前日から真里亞に託されていたことが分かり、現場は密室であったことが判明する。
第2の事件 「朱志香の部屋」
被害者 … 朱志香 、嘉音 （第二の晩・寄り添う二人）
第一の事件が発覚後、施錠された朱志香の部屋で、朱志香が殺害されているのが発見された。朱志香は背後から惨殺されたと見られ、その背中には杭状の凶器が突き立てられていた。また、その時間朱志香と行動を共にしていた嘉音も行方不明になっていた。部屋の鍵は朱志香のキーを除いても、6人の使用人がそれぞれ1本ずつマスターキーを持っていた為、厳密には密室ではなかった。
嘉音が行方不明であった事から、嘉音犯人説が浮上する。しかし、嘉音の所持していたマスターキーは朱志香のポケット内にあったことから、さらに謎が深まる。
物語世界では行方不明扱いの嘉音だが、上位世界の推理合戦では、嘉音が朱志香の部屋で死亡したことが赤文字で明示された。このため嘉音の死体消失の謎が新たに発生している。また、死体が発見されるより前に、「朱志香の部屋の侵入してきた魔女ベアトリーチェとその従者を撃退するため、嘉音が魔法(?)で対抗するも、朱志香と嘉音は魔女の従者に殺されてしまい、嘉音の死体は魔法で消失された」という不可思議なファンタジーシーンが描写されている。
第3の事件 「使用人室」
被害者 … 南條 （第七の晩・膝） 、熊沢 （第八の晩・足首）
厨房で使用人たちが集まっていると、背中を刺されて血塗れの嘉音が、裏口に倒れているのが発見される。「楼座にやられた」という嘉音だが、様子がおかしい。紗音に蜘蛛を投げつけられ豹変した嘉音（?）は、南條と熊沢の首筋を斬り殺害するが、紗音・源次・郷田に撃退され、黄金の蝶となって消える。南條と熊沢の死体はとりあえず使用人室に安置されることになる。
その後、施錠により密室となっていた使用人室から二人の遺体が忽然と消えてしまう事件が発生する。使用人室には「魔女からの手紙」と、2本のマスターキーが残されていた。その後に中庭にて、膝を刺された南條と足首を刺された熊沢の死体が発見される。
第4の事件 「夏妃の部屋」
被害者 … 紗音 （第四の晩・頭）、郷田 （第五の晩・胸） 、譲治 （第六の晩・腹）
殺人事件に超常現象が絡んでいる可能性を否定できなくなった譲治、紗音、郷田の三人は、夏妃の部屋にある「魔除けの鏡」を手に入れるため、礼拝堂の夏妃の死体から「部屋の鍵」を借りようとする。しかし鍵を取った直後、魔女とその従者たちが現れ、三人は魔女に追われるままに夏妃の部屋に逃げ込むが、自力でドアを押さえていた郷田が従者の杭により胸を抉られて死亡。残された譲治・紗音は魔除けの鏡を得たものの、紗音の抵抗も空しく二人とも殺害されてしまう。
その後、夏妃の部屋に行った3人の帰りが遅いのを心配した戦人・楼座・真里亞・源次の4人が駆けつけた際、部屋には施錠がなされていて、部屋の中には郷田・譲治・紗音の死体が残されていた。譲治の手には部屋の鍵が握られており、またもや密室であった。
第5の事件 「客間」
被害者 … なし
戦人・楼座・真里亞の3人が夏妃の部屋から客間に戻ってくると、テーブルの上に「魔女の手紙」が置かれていた。3人は全てのマスターキーを手にし戸締まりをしてから外出していたため、客間は3人が戻るまでは誰の出入りもできない「密室」だった。そのため、3人が部屋に戻ってくるのと同時に、3人のうちの誰かが手紙を置いたとしか考えられない。これにより、戦人の犯行を疑う楼座と、楼座の犯行を疑う戦人の不信感がますます大きなものとなる。
第6の事件「魔女の宴」
被害者 … 金蔵、源次、戦人、楼座、真里亞 （第十の晩・黄金郷）
碑文に沿って13人を殺す儀式により復活した「黄金の魔女ベアトリーチェ」が、その復活を祝う方々の魔女たちを招いて魔女の宴を開く。そして、黄金郷への扉が開かれ、地獄から眷族たちが黄金の蝶の姿を借りてあふれ出し、金蔵、戦人が宴の生贄へと供される。
一方、楼座と真里亞は、島にいる限りは死しかないことを悟り、眷属たちを撃退しつつ海岸へと逃げるが、途中で足を折ってしまう。楼座は、追いつかれるまでの刹那に娘こそが黄金にも勝る真の宝だと悟り、真里亞を抱きながら銃弾を発射し、壮絶な最期を遂げる。

## TIPS

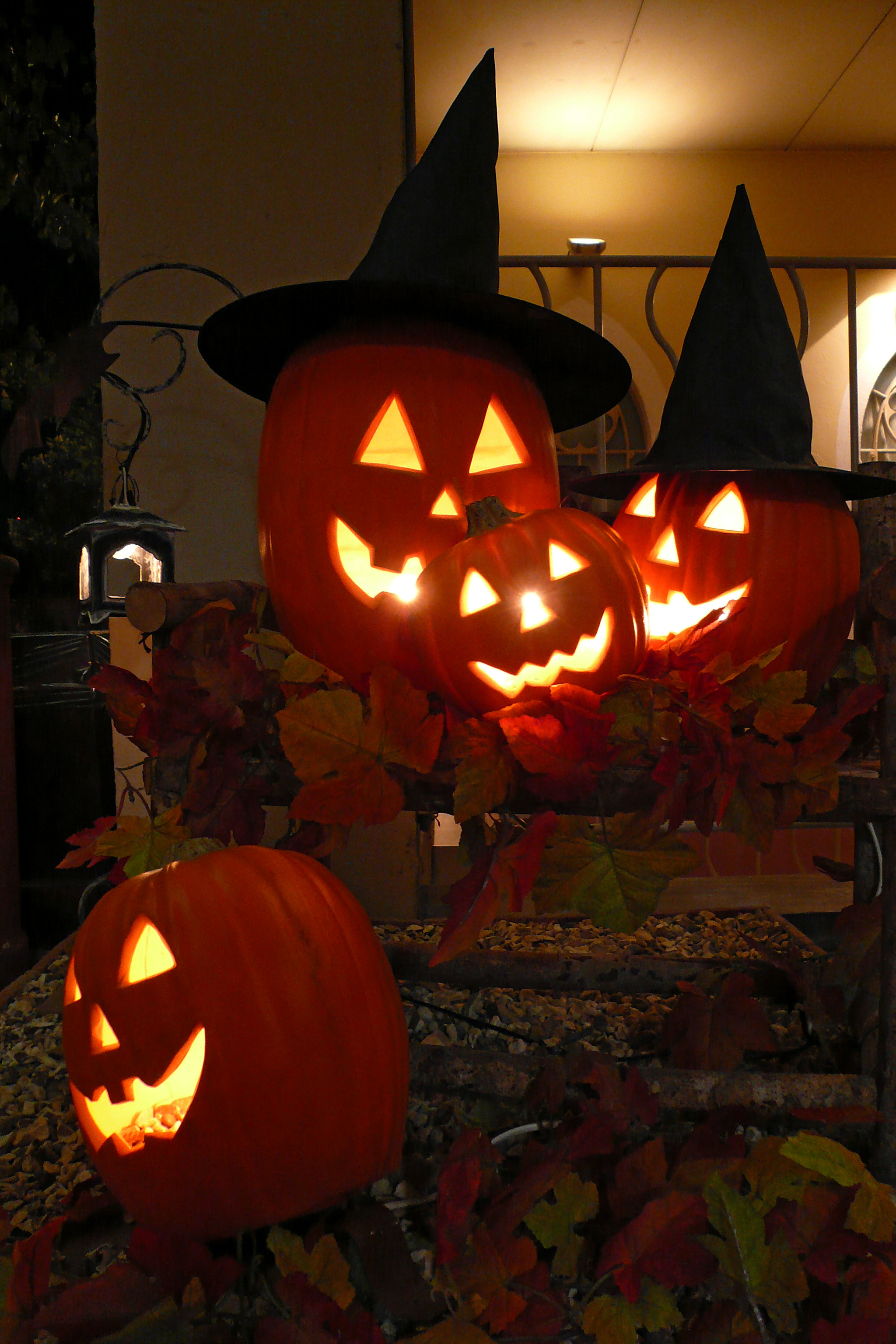
ハロウィンのジャックランタン

ハッピーハロウィン
EP2において、真里亞が興味を示している物として、「ハロウィン」が挙げられる。魔女により、第一の事件の際のデコレーションの材料にされた。
愛がなければ視えない
EP2で繰り返し言及されるキーワード。この言葉は本作のOPテーマの歌詞にもなっており、謎を解く上で重要な意味があると思われる。
復唱要求
主人公である戦人が、魔女ベアトリーチェとの対決において、叫ぶときに使用する。魔女に「○○は××だということ赤文字で復唱してみせよ」と質問を迫るものである。魔女が追加規定した「赤文字ルール」を逆手にとって、魔女を追い込もうとするが、魔女にとって有利な時以外には赤文字を使う必要性がないルールのため、攻めきることが困難である。

## 漫画
スクウェア・エニックス刊『月刊Gファンタジー』2008年8月号より連載開始、2010年10月号まで連載。作画は鈴木次郎。なお、同社刊『ガンガンパワード』及び『月刊ガンガンJOKER』における「episode1」、「episode3」（作画・夏海ケイ）と並行して連載されていた。
作画：鈴木次郎
1. ISBN 978-4-7575-2590-0 2009年6月22日 初版発行
2. ISBN 978-4-7575-2763-8 2009年12月22日 初版発行
3. ISBN 978-4-7575-2854-3 2010年4月22日 初版発行
4. ISBN 978-4-7575-2974-8 2010年8月21日 初版発行
5. ISBN 978-4-7575-3099-7 2010年12月22日 初版発行

## アニメ
第6話から第11話にかけて描かれた。
- 第6話  EpisodeII-I   middle game
- 第7話  EpisodeII-II  early queen move
- 第8話  EpisodeII-III weak square
- 第9話  EpisodeII-IV  skewer
- 第10話 EpisodeII-V   accept
- 第11話 EpisodeII-VI  back rank mate

## 小説
著：竜騎士07 イラスト：ともひ 講談社BOX
- うみねこのなく頃に Episode2 上 ISBN 978-4-06-283730-9 2009年11月5日 初版発行
- うみねこのなく頃に Episode2 下 ISBN 978-4-06-283735-4 2009年12月1日 初版発行